# Metofluthrin
Metofluthrin ist eine chemische Verbindung aus der Gruppe der Pyrethroide. Sie besteht aus insgesamt acht verschiedenen Isomeren, wobei das RTZ-Isomer (epsilon-Metofluthrin) mit mehr als 75 % den Hauptanteil ausmacht.

## Gewinnung und Darstellung
Metofluthrin kann durch Reaktion von 2,3,5,6-Tetrafluor-4-methoxymethylbenzylalkohol und einem Norchrysanthemumsäurederivat gewonnen werden.

## Eigenschaften
Metofluthrin ist eine gelbliche Flüssigkeit, die praktisch unlöslich in Wasser ist. Dabei wird als Metofluthrin eine unspezifizierte Mischung der acht Isomere (2,3,5,6-Tetrafluor-4-(methoxymethyl)benzyl-(EZ)-(1RS,3RS;1SR,3SR)-2,2-dimethyl-3-prop-1-enylcyclopropanecarboxylat) bezeichnet, wobei das technische Produkt ein spezifisches Isomerenprofil enthält, bei dem das RTZ-Isomer (2,3,5,6-Tetrafluor-4-(methoxymethyl)benzyl-(1R,3R)-2,2-dimethyl-3-[(Z)-prop-1-enyl]cyclopropanecarboxylat) mit mehr als 75 % den größten Anteil besitzt.

RTZ-Isomer (epsilon-Metofluthrin)

## Verwendung
Metofluthrin wird als Insektizid verwendet. Für den Neuwirkstoff beantragte Sumitomo Chemical (UK) Ende 2005 die Aufnahme in den Anhang I der europäischen Biozid-Richtlinie 98/8/EG. Am 4. November 2010 beschloss die EU-Kommission die Aufnahme von Metofluthrin in die Liste der zugelassenen Biozid-Wirkstoffe. Es ist für die Verwendung im Haushalt vorgesehen. Durch das langsame Verdampfen mittels eines Elektroverdampfers sollen Stechmücken in Innenräumen bekämpft werden. Es wirkt als Kontaktgift, das die spannungsabhängigen Natriumkanäle in den Nervenmembranen blockiert, so dass sie vom offenen Zustand aus nicht wieder geschlossen werden können.

## Sicherheitshinweise
Metofluthrin hat ein neurotoxisches Potential und verursacht Zittern bei Ratten und Hunden, nicht aber bei Mäusen oder Kaninchen.